# Liste von Mobiltelefonherstellern
Diese Liste zeigt Hersteller und Entwickler von Mobiltelefonen (einschließlich Smartphones und Feature-Phones) geordnet nach Land und Gründungsjahr.
| Name                              | Land                   | Gründung  |
| --------------------------------- | ---------------------- | --------- |
| Tiptel.com                        | Deutschland            | 1973      |
| Medion                            | Deutschland            | 1983      |
| TechniSat                         | Deutschland            | 1987      |
| Siemens Mobile                    | Deutschland            | 2000–2007 |
| Gigaset                           | Deutschland            | 2005      |
| Cyrus Technology                  | Deutschland            | 2013      |
| Carbon                            | Deutschland            | 2016      |
| Shift                             | Deutschland            | 2014      |
| Volla                             | Deutschland            | 2017      |
| Jolla                             | Finnland               | 2011      |
| HMD Global unter Markenname Nokia | Finnland               | 2016      |
| Wiko                              | Frankreich             | 2011      |
| Infinix                           | Hong Kong              | 2013      |
| Micromax                          | Indien                 | 2000      |
| NEC Corporation                   | Japan                  | 1899      |
| Sony                              | Japan                  | 1946      |
| Fairphone                         | Niederlande            | 2013      |
| Emporia Telecom                   | Österreich             | 1991      |
| Doro                              | Schweden               | 1975      |
| LG Electronics                    | Südkorea               | 1958      |
| Samsung Electronics               | Südkorea               | 1969      |
| Acer                              | Taiwan                 | 1976      |
| Asus                              | Taiwan                 | 1989      |
| HTC Corporation                   | Taiwan                 | 1997      |
| Apple                             | Vereinigte Staaten     | 1976      |
| Google LLC                        | Vereinigte Staaten     | 1998      |
| Microsoft                         | Vereinigte Staaten     | 1974      |
| Motorola Mobility                 | Vereinigte Staaten     | 2011      |
| BLU                               | Vereinigte Staaten     | 2009      |
| Pine64                            | Vereinigte Staaten     | 2015      |
| Hisense                           | Volksrepublik China    | 1969      |
| TCL Corporation                   | Volksrepublik China    | 1981      |
| Lenovo                            | Volksrepublik China    | 1984      |
| Huawei                            | Volksrepublik China    | 1987      |
| Hytera                            | Volksrepublik China    | 1993      |
| BBK Electronics                   | Volksrepublik China    | 1995      |
| Oppo Electronics                  | Volksrepublik China    | 2004      |
| Tecno Mobile                      | Volksrepublik China    | 2006      |
| Oukitel                           | Volksrepublik China    | 2007      |
| Vivo                              | Volksrepublik China    | 2009      |
| Xiaomi                            | Volksrepublik China    | 2010      |
| Cubot                             | Volksrepublik China    | 2012      |
| Umidigi                           | Volksrepublik China    | 2012      |
| Goophone                          | Volksrepublik China    | 2012 ?    |
| Doogee                            | Volksrepublik China    | 2013      |
| Honor                             | Volksrepublik China    | 2013      |
| OnePlus                           | Volksrepublik China    | 2013      |
| ZTE                               | Volksrepublik China    | 2013      |
| Realme                            | Volksrepublik China    | 2018      |
| Ulefone                           | Volksrepublik China    | 2010      |
| Nothing                           | Vereinigtes Königreich | 2020      |
| Qiao Xing                         | Volksrepublik China    |           |
| Unihertz                          | Volksrepublik China    | 2017      |